# 鴨川シーワールド物語〜あの日のままの笑顔〜
『鴨川シーワールド物語〜あの日のままの笑顔〜』（かもがわシーワールドものがたり〜あのひのままのえがお〜）は、日本テレビ系列で1993年3月4日に木曜19:00 - 20:54で放送されたテレビドラマ。製作は総合ビジョン。主演は大塚寧々。

## 概要
好評だった前作『伏見稲荷大社の事件ファイル』が土曜19:00 -　20:54に放送されたことにより、本作は木曜19:00 - 20:54に放送されていた。本作の舞台である鴨川シーワールドが協力を担当した。

## キャスト
- 秋山喜恵子 - 大塚寧々
- 村田ゆかり - 沢口靖子
- 伊藤千砂子 - 神津はづき
- 鶴岡義之 - 神田正輝
- 佐藤若菜 - 二谷友里恵
- 天田百合子 - 具志堅ティナ
- 早川幸代 - 田中美奈子
- 綾辻久乃 - 秋野暢子
- 三池司 - 萩原聖人
- 阿部亮一郎 - 保阪尚希
- 宮沢悦子 - 小柳ルミ子
- 今井信江 - 清川虹子

## スタッフ
- ナレーター - 喜多川拓郎
- 脚本 - 佐伯俊道
- 音楽 - 大谷和夫
- 演出 - 水野幸一郎
- 協力 - 鴨川シーワールド
- 企画制作 - 日本テレビ
- 製作 - 総合ビジョン